# West Tawakoni, Texas
West Tawakoni là một thành phố thuộc quận Hunt, tiểu bang Texas, Hoa Kỳ. Năm 2010, dân số của xã này là 1576 người.

## Dân số
- Dân số năm 2000: 1462 người.
- Dân số năm 2010: 1576 người.